# Ruddy Zang Milama
Perennes Paulette Ruddy Zang-Milama (ur. 6 czerwca 1987 w Port-Gentil) – gabońska lekkoatletka specjalizująca się w biegach sprinterskich.
W 2006 zadebiutowała na dużej międzynarodowej imprezie odpadając w eliminacjach biegu na 100 metrów podczas juniorskich mistrzostw świata. W kolejnym sezonie bez sukcesów startowała w igrzyskach afrykańskich oraz mistrzostwach świata. Reprezentowała Gabon na igrzyskach olimpijskich w Pekinie docierając do ćwierćfinału biegu na 100 metrów. Broniła barw narodowych podczas mistrzostw świata w 2009 roku odpadając już w pierwszej rundzie rywalizacji sprinterskiej na dystansie 100 metrów. Na halowym czempionacie globu w marcu 2010 zajęła czwarte miejsce w biegu na 60 metrów jednak wskutek dyskwalifikacji (w grudniu 2010) srebrnej medalistka LaVerne Jones-Ferrette z Wysp Dziewiczych Stanów Zjednoczonych Gabonka przesunęła się na trzecie miejsce. Dwukrotnie stawała na podium mistrzostw Afryki (2010). Znalazła się w składzie reprezentacji Afryki na zawody o puchar interkontynentalny. Medalistka mistrzostw Francji w kategoriach juniorów i młodzieżowców.
Rekordy życiowe: bieg na 60 metrów w hali – 7,12 (3 lutego 2013, Moskwa); bieg na 100 metrów – 11,03 (19 maja 2012, Port-of-Spain i 16 czerwca 2012, Angers); bieg na 200 metrów na stadionie – 23,54 (31 lipca 2010, Nairobi); w hali – 24,46 (13 lutego 2011, Gandawa). Wszystkie wyniki są aktualnymi rekordami Gabonu, Zang-Milama jest także halową rekordzistką kraju w biegu na 60 metrów przez płotki – 9,36 (28 stycznia 2007, Aubière) oraz na biegu na 50 metrów – 6,43 (14 grudnia 2008, Faverges), a także rekordzistką kraju na otwartym stadionie w biegu na 100 metrów przez płotki – 14,49 (26 października 2008, La Roche-sur-Yon).

## Osiągnięcia
| Rok  | Impreza                     | Miejsce        | Konkurencja        | Pozycja     | Wynik |
| ---- | --------------------------- | -------------- | ------------------ | ----------- | ----- |
| 2006 | Mistrzostwa świata juniorów | Pekin          | bieg na 100 m      | eliminacje  | 12,02 |
| 2007 | Igrzyska afrykańskie        | Algier         | bieg na 100 m      | półfinał    | 11,81 |
| 2007 | Igrzyska afrykańskie        | Algier         | bieg na 200 m      | eliminacje  | 24,84 |
| 2007 | Mistrzostwa świata          | Osaka          | bieg na 100 m      | eliminacje  | 11,53 |
| 2008 | Halowe mistrzostwa świata   | Walencja       | bieg na 60 m       | eliminacje  | 7,66  |
| 2008 | Igrzyska olimpijskie        | Pekin          | bieg na 100 m      | ćwierćfinał | 11,59 |
| 2009 | Mistrzostwa świata          | Berlin         | bieg na 100 m      | eliminacje  | 11,74 |
| 2010 | Halowe mistrzostwa świata   | Doha           | bieg na 60 m       | 3. miejsce  | 7,14  |
| 2010 | Mistrzostwa Afryki          | Nairobi        | bieg na 100 m      | 2. miejsce  | 11,75 |
| 2010 | Mistrzostwa Afryki          | Nairobi        | bieg na 200 m      | 3. miejsce  | 23,59 |
| 2010 | Puchar interkontynentalny   | Split          | bieg na 100 m      | 7. miejsce  | 11,49 |
| 2010 | Puchar interkontynentalny   | Split          | sztafeta 4 x 100 m | 3. miejsce  | 43,88 |
| 2012 | Mistrzostwa Afryki          | Porto-Novo     | bieg na 100 m      | 1. miejsce  | 11,16 |
| 2012 | Igrzyska olimpijskie        | Londyn         | bieg na 100 m      | półfinał    | 11,31 |
| 2014 | Halowe mistrzostwa świata   | Sopot          | bieg na 60 m       | półfinał    | 7,19  |
| 2016 | Igrzyska olimpijskie        | Rio de Janeiro | bieg na 100 m      | eliminacje  | 11,67 |